# Шасањ (Јура)
Шасањ (фр. Chassagne) насеље је и општина у источној Француској у региону Франш-Конте, у департману Јура која припада префектури Доле.
По подацима из 2011. године у општини је живело 119 становника, а густина насељености је износила 20,99 становника/km². Општина се простире на површини од 5,67 km². Налази се на средњој надморској висини од 202 метара (максималној 218 m, а минималној 193 m).

## Демографија
| 1962. | 1968. | 1975. | 1982. | 1990. | 1999. | 2011. |
| ----- | ----- | ----- | ----- | ----- | ----- | ----- |
| 123   | 140   | 104   | 90    | 85    | 92    | 119   |

График промене броја становника у току последњих година